# Asjut
Asjut (arabsko أسيوط,‎ Asyūṭ, koptsko Siowt) je glavno  mesto egiptovske province  Asjut in sedež ene od največjih koptskih katoliških škofij v državi. V njegovi bližini je antično mesto z enakim  imenom. 

## Zgodovina

### Imena in etimologija
| O34 · G39 | w | t · O49 |

| O34 · G39 | w | t · O49 |

Ime Asjut izhaja iz zgodnje egipčanskega imena Zawty (Z3JW.TJ, poznoegipčansko   Səyáwt), posvojeno v koptščino kot  Syowt, kar pomeni Varuh (severnega dostopa do Gornjega Egipta). V grško-rimskem obdobju egipčanske zgodovine se je mesto imenovalo Likopolis (iz grškega Λυκόπολις, Likópolis oziroma ἡ Λύκων πόλις, Líkon pólis, kar pomeni volčje mesto), Likon ali Liko.
Egipčanski Asjut je bil okoli leta 3100 pr. n. št. glavno mesto Trinajstega (Likopolskega)  noma Gornjega Egipta. Stal je na zahodnem bregu Nila. V mestu so najbolj častili bogova Anubisa in Vepuaveta, oba povezana s kultom mrtvih.
V Prvem vmesnem obdobju so nomarhi  Zawtyja (Heti I., Tefibi, Heti II.)  podpirali herakleopolske  kralje, ker je  Likopolski nom tvoril južno mejo njihove domene. Spor med tem nomom in južnimi nomi pod oblastjo Enajste dinastije se je končal z zmago Teb in upadanjem Asjutovega vpliva. 
Od Likopola ni ostalo veliko, mumije volkov, ki so jih odkrili v pogrebnih komorah v bližnjih skalnih stenah,  pa potrjujejo izvor njegovega imena in zgodbo Diodorja Sicilskega, da so etiopsko vojsko, ki je napadla Egipt, pred Elefantino odbili tropi volkov. V Likopolu so častili boginjo Izido, ki jo je simboliziral volk. Eden od mitov pravi, da se je iz teme pojavil volk, da bi Izidi in Horu pomagal v njunem spopadu s tifonom. Druga pomembna arheološka najdba v Asjutu je nekropola zahodno od sodobnega mesta, na kateri so grobovi Devete, Desete in Dvanajste dinastije in grobova vezirjev Sieseja in Amenhotepa Asjutskega iz ramzeškega obdobja.
V grško-rimskem obdobju se je v Asjutu govorilo posebno koptsko narečje, po mestu imenovano likopolitansko narečje.
V bližini mesta so na začetku 20. stoletja odkrili velik bizantinski zaklad, katerega dragocenosti so razpršene med številne muzeje na Zahodu. V zakladu je bilo nekaj najbolj prefinjenega nakita iz pozne antike.
Asjut je bil izhodišče štiridesetdnevne poti, ki ga je preko Selime in oaze Karga povezovala z Darfurjem. Zgodovina poti, ki je med lokalnimi živinorejci znana kot  Darb al-Arba'in, je dolga več kot 700 let.  Pot je služila predvsem velikim karavanam, v katerih je bilo na njenem višku sredi 14. stoletja do 12.000 kamel.

### Sodobni Asjut
Sodobno mesto ima skoraj 400.000 prebivalcev. Približno 50% meščanov je koptskih kristjanov, kar je največ v Egiptu. V mestu je Asjutska univerza, zapornica na Nilu in sirotišnica Lillian Trasher. Mesto je eno od redkih mest na svetu, kjer še izdelujejo s srebrom vezene tkanine, in pomembno središče tekstilne industrije. V mestu se proizvaja tudi fina keramika, intarzije in preproge.
17. avgusta 2000 naj bi se v mestu prikazala sveta Marija, kar je uradno priznala Koptska pravoslavna cerkev in v spomin na ta dogodek v Marijinem samostanu Deir el-Muharraq postavila spominsko obeležje.
V Asjutu je končna postaja naftovodov Ras Shukheir-Asjut in Kairo-Asjut in prva postaja načrtovanega naftovoda Asjut-Qena. V bližnjem pristanišču Al Hamra je Asjutski jez na Nilu. Zgrajen je bil leta 1902, v 1980. letih pa je bila zgrajena še hidroelektrarna.

## Geografija

### Podnebje
Podnebje v Asjutu je po Köppen-Geigerjevi klasifikaciji podnebij razvrščeno v vroče puščavsko podnebje (BWh). Asjut je najbolj suho mesto v Egiptu. Skupaj z Luksorjem, Minjo in Qeno spada med mesta z največjimi razlikami med dnevnimi in nočnimi temperaturami. Razlike znašajo skoraj 16 °C. 
Mesto je ukleščeno med dva gorska grebena, visoka okoli 600 m, kar daje mestu in okoliškim naseljem nekaj značilnosti kontinentalnega podnebja. To pomeni, da so zime ostre in hladne, poletja pa zelo vroča in suha.   Poletne temperature presegajo 42 °C, nočne zimske temperature pa padejo pod  0 °C. Sneženje je zaradi majhne količine padavin in splošne nizke relativne vlažnosti zelo redko.
Najvišja temperatura je bila izmerjena 23. julija 1994 in je merila 51 °C. Najnižja temperatura je bila izmerjena 16. januarja 2008 in je merila -2 °C.
| Podnebni podatki za Asyut             | Podnebni podatki za Asyut | Podnebni podatki za Asyut | Podnebni podatki za Asyut | Podnebni podatki za Asyut | Podnebni podatki za Asyut | Podnebni podatki za Asyut | Podnebni podatki za Asyut | Podnebni podatki za Asyut | Podnebni podatki za Asyut | Podnebni podatki za Asyut | Podnebni podatki za Asyut | Podnebni podatki za Asyut | Podnebni podatki za Asyut |
| Mesec                                 | Jan                       | Feb                       | Mar                       | Apr                       | Maj                       | Jun                       | Jul                       | Avg                       | Sep                       | Okt                       | Nov                       | Dec                       | Letno                     |
| ------------------------------------- | ------------------------- | ------------------------- | ------------------------- | ------------------------- | ------------------------- | ------------------------- | ------------------------- | ------------------------- | ------------------------- | ------------------------- | ------------------------- | ------------------------- | ------------------------- |
| Rekordno visoka temperatura °C        | 32.2                      | 39.8                      | 44.2                      | 44.6                      | 47.8                      | 48.4                      | 44.3                      | 45.2                      | 43.5                      | 41.5                      | 37.6                      | 32.2                      | 48.4                      |
| Povprečna visoka temperatura °C       | 19.3                      | 21.7                      | 25.1                      | 31.4                      | 35.2                      | 37.1                      | 36.5                      | 36.0                      | 34.2                      | 30.5                      | 25.1                      | 20.3                      | 29.4                      |
| Povprečna dnevna temperatura °C       | 11.7                      | 13.9                      | 17.4                      | 23.2                      | 27.2                      | 29.6                      | 29.6                      | 29.0                      | 26.9                      | 23.4                      | 17.4                      | 13.3                      | 21.9                      |
| Povprečna nizka temperatura °C        | 4.7                       | 6.3                       | 9.7                       | 14.5                      | 18.6                      | 21.3                      | 22.0                      | 21.7                      | 19.6                      | 16.2                      | 10.7                      | 6.7                       | 14.3                      |
| Rekordno nizka temperatura °C         | 0.0                       | 1.2                       | 0.7                       | 6.2                       | 11.3                      | 15.4                      | 17.9                      | 18.0                      | 13.8                      | 10.7                      | 3.0                       | 0.9                       | 0.0                       |
| Povprečna količina padavin mm         | 0                         | 0                         | 0                         | 0                         | 0                         | 0                         | 0                         | 0                         | 0                         | 0                         | 0                         | 0                         | 0                         |
| Povp. št. dni s padavinami (≥ 1.0 mm) | 0.0                       | 0.1                       | 0.0                       | 0.2                       | 0.0                       | 0.0                       | 0.0                       | 0.0                       | 0.0                       | 0.0                       | 0.0                       | 0.0                       | 0.3                       |
| Povprečna relativna vlažnost (%)      | 52                        | 42                        | 36                        | 28                        | 25                        | 27                        | 32                        | 36                        | 40                        | 42                        | 48                        | 52                        | 38.3                      |
| Povp. št. sončnih ur na dan           | 9                         | 9                         | 10                        | 10                        | 11                        | 12                        | 12                        | 12                        | 11                        | 10                        | 9                         | 8                         | 10                        |
| Vir 1: NOAA                           |                           |                           |                           |                           |                           |                           |                           |                           |                           |                           |                           |                           |                           |
| Vir 2: Weather2Travel for sunshine    |                           |                           |                           |                           |                           |                           |                           |                           |                           |                           |                           |                           |                           |

## Pobrateno mesto
- Iaşi, Romunija